# 호남삼육중학교
호남삼육중학교는 광주광역시 남구에 있는 사립 중학교로, 학교법인 삼육학원 소속이다.

## 학교 연혁
- 1953년 4월 20일 광주시 장동에서 호남삼육중학교 개교
- 1954년 3월 13일 제1회 졸업식
- 1955년 4월 1일 산수동으로 학교 이전
- 1970년 9월 1일 주월동(현 교사)으로 교사 이전
- 1988년 8월 18일 생활관 준공
- 1994년 11월 7일 도서관 준공
- 2000년 12월 26일 강당 및 신 생활관 준공
- 2002년 1월 5일 체육관 준공 및 운동장 스탠드 준공
- 2006년 7월 25일 교사동 4층 20개실 완공
- 2008년 8월 21일 에덴홀, 과학실, 창조관 증축
- 2012년 3월 2일 신입생 156명 입학
- 2013년 5월 20일 교과교실제 교실 준공
- 2013년 9월 1일 제17대 최홍석 교장 취임
- 2019년 8월 28일 제17대 최홍석 교장 퇴임
- 2019년 9월 2일 제18대 백춘현 교장 취임